# Domaine du Tourmalet
Pour les articles homonymes, voir Tourmalet (homonymie).
Le domaine du Tourmalet est le plus grand domaine skiable des Pyrénées françaises, et situé dans le département des Hautes-Pyrénées en région Occitanie.

## Géographie

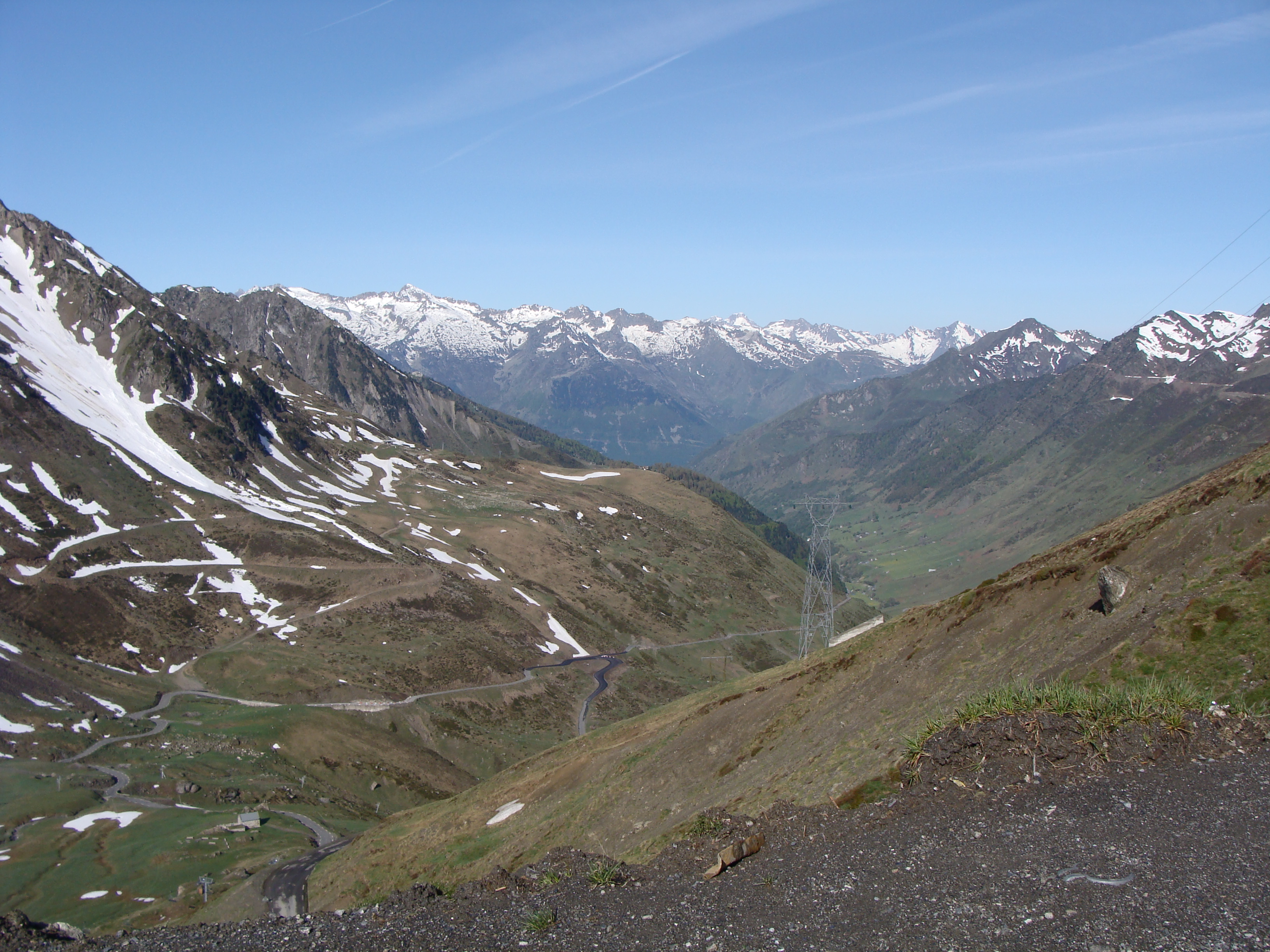
Vue à l'ouest vers la vallée de Baréges.

Il s'étend entre 1 400 et 2 500 mètres d'altitude, de part et d'autre du col du Tourmalet. La station de ski de Barèges occupe le versant ouest, celle de La Mongie se déploie sur le versant est. Il s'est constitué autour de ces deux stations dont la liaison est effective depuis 1973.

## Économie
Au pied du pic du Midi de Bigorre, il participe à l'économie des communes dont il dépend : Campan, Bagnères-de-Bigorre, Barèges et Sers.
Durant la saison 2013-2014, la station du Grand Tourmalet a enregistré 600 000 visiteurs, contre 604 000 en 2012-2013.

## Tourisme
Le domaine compte 62 pistes, 30 remontées mécaniques, plus de 100 km de pistes (entre 100 km et 120 km) sans compter la descente du pic du midi de Bigorre avec 1 500 mètres de dénivelé (accessible avec le forfait Grand-tourmalet). On y pratique, en hiver, la glisse en ski alpin ou snowboard mais aussi, en toutes saisons, la randonnée.
L'été 2009, le télésiège de la Piquette (Lienz) est ouvert aux piétons et aux VTT (forfait journée 10€) pour se rendre à la Laquette et redescendre sur le Lienz.
Depuis l'été 2010, le télésiège de Tournaboup a remplacé celui de la piquette pour se rendre à la Laquette.